# Akane Haga
Akane Haga (羽賀 朱音 Haga Akane?,  Nagano, Prefectura de Nagano, 7 de marzo de 2002) es una cantante de J-pop y bailarina japonesa. Haga es miembro del grupo femenino Morning Musume, como parte de la duodécima generación.

## Biografía
Haga nació el 7 de marzo de 2002 en Nagano, prefectura de Nagano. El 22 de septiembre de 2013, a la edad de once años, Haga se unió a Hello Pro Kenshuusei junto con otras finalistas de Mirai Shoujo, convirtiéndose en miembro de la 20.ª generación.
En el verano de 2014, Haga audicionó para Morning Musume '14 (Golden) Audition! y tener la oportunidad de unirse al grupo, audición que pasó con éxito. Fue presentada como miembro de la duodécima generación durante el concierto de Morning Musume '14 en Nippon Budokan el 30 de septiembre, junto a Haruna Ogata, Miki Nonaka y Maria Makino, abandonando Hello Pro Kenshuusei ese mismo día.

## Grupo y unidades de Hello! Project
- Hello Pro Kenshuusei (2013–2014)
- Morning Musume (2014–presente)
- Morning Musume 20th (2017-2018)

## Discografía

### Singles
Morning Musume
- "Seishun Kozo ga Naiteiru / Yūgure wa Ameagari / Ima Koko Kara" (2015)
- "Oh My Wish! / Sukatto My Heart / Ima Sugu Tobikomu Yūki" (2015)
- "Tsumetai Kaze to Kataomoi / Endless Sky / One and Only" (2015)
- "Utakata Saturday Night! / The Vision / Tokyo to Iu Katasumi" (2016)
- "Sexy Cat no Enzetsu / Mukidashi de Mukiatte / Sou Janai" (2016)
- "BRAND NEW MORNING / Jealousy Jealousy" (2017)
- "Jama Shinaide Here We Go! / Dokyū no Go Sign / Wakaindashi!" (2017)
- "Are you Happy' / A gonna" (2018)
- "Furari Ginza / Jiyuu na Kuni Dakara/ Y Jiro no Tochuu" (2018)
- "Seishun Night / Jinsei Blues" (2019)
- KOKORO&KARADA/ LOVEpedia/ Ningen Kankei no Way Way (2020)
- Junjou Evidence / Gyuusaretai Dake na no ni (2020)
- ''Teenage Solution / Yoshi Yoshi Shite Hoshii no / Beat no Wakusei'' (2021)
- ''Chu Chu Chu Bokura no Mirai / Dai・Jinsei Never Been Better!'' (2022)
- ''Swing Swing Paradise / Happy birthday to Me!'' (2022)
- ''Suggoi FEVER! / Wake-up Call ~Mezameru Toki~ / Neverending Shine'' (2023)